# Distretto di Kurgontepa
Il distretto di Kurgontepa (usbeco Qo`rg`ontepa) è uno dei 14 distretti della Regione di Andijan, in Uzbekistan. Il capoluogo è Kurgontepa. Altre città del distretto sono Qorasuv e Xonobod.